# Paraclinus walkeri
Paraclinus walkeri е вид лъчеперка от семейство Labrisomidae. Видът е критично застрашен от изчезване.

## Разпространение
Разпространен е в Мексико.